# Imets Fülöp Jákó
Imets Fülöp Jákó, Imets F. Jákó (Tusnád, 1837. november 12. – Tusnád, 1912. október 24.) kanonok, főesperes, tanár, gimnáziumi igazgató, iskolaszervező és könyvtáralapító, író, műfordító, az akkori országhatárokon kívül élő magyarság ismert kutatója.
Imets Fülöp Jákó szerteágazó egyházi és közéleti tevékenységével, kiváló tanári-pedagógusi pályájával, irodalmi és történészi munkásságával beírta nevét a 19. századi székelyföldi művelődés történetébe. Nagy műveltségű ember volt. Pályáját polihisztori sokoldalúság jellemezte.
Kortársai nagyra becsülték munkásságát. Antal Áron, a csíkszeredai főgimnázium tanára – maga is jeles irodalmár és történetész – már 1913-ban, nem sokkal Imets halála után közölte életrajzát a gimnázium értesítőjében.
Gyakorlatiassága és határozottsága, akaratereje és kitartása mellett nagy tudását és széles látókörű műveltségét emelik ki a kortársak – e tulajdonságainak köszönhetően szűkebb hazájában szellemi vezéregyéniségnek tekintették. A közösségért önzetlenül, fáradhatatlanul cselekvő, tevékeny emberként jellemzi őt Antal Áron: „Az erdélyi magyarság, közelebbről a csíki székelység, melynek évtizedeken át szellemi vezére és gyakorlatias útmutatója volt, látta őt tenni, lankadatlanul küzdeni és kitartóan fáradozni. Évtizedeknek haladása, erős magyar szelleme az ő markáns egyéniségéhez fűződik Csík vármegyében. Világlátott, nagy műveltségű ember volt, kit kortársai virágkorában orákulumnak tartottak.”
Ma is keveset ismerünk életművéből, bár szűkebb szülőföldjén nagy becsben tartják emlékét. Antal Imre, a Svédországban élő történész hívta fel a figyelmet Imets Fülöp Jákó sokrétű életművére, elsősorban pedagógusi és iskolaszervező kiválóságát emelve ki az 1985-ben megjelent írásában, amelyet átdolgozva újraközölt a 2000-ben megjelent tanulmánykötetében.

## Életpályája

### Iskolái
Imets Fülöp Jákó Tusnádon született régi székely lófő családban, Imets János és Kovács Katalin gyermekeként. Anyai nagybátyja, Kovács Miklós, Erdély püspöke, nagyban segítette taníttatását. A csíki származású katolikus püspökök sorába tartozó Kovács Miklós biztatására Imets János 1845 őszén az alig nyolcéves fiát Csíksomlyóra a gimnázium úgynevezett kisiskolájába. A szabadságharc után az algimnáziumot is Csíksomlyón végezte, a gimnáziumi anyakönyvek tanúsága szerint mindig kitűnő eredménnyel.
A csíksomlyói algimnázium elvégzése után az 1854-1855 tanévben Székelyudvarhelyen tanult tovább; itt végezte az ötödik és hatodik osztályt. 1856 szeptemberétől a Gyulafehérvári papnevelő intézetben folytatta tanulmányait.
1858. szeptember 18-án Haynald Lajos erdélyi püspök a pesti központi papnevelő intézetbe küldte Imetset, aki itt fejezte be teológiai tanulmányait. 1861. július 28-án Szcitovszky János bíboros szentelte pappá Esztergomban. Első miséjét szülőfaluja templomában mutatta be augusztus 25-én.
Később, 1869-ben Pesten a földrajz-történelem szakos tanári képesítést is megszerezte. A pesti papnevelőben és az egyetemen eltöltött évek nagy hatással voltak Imets hazafias világnézetének, irodalom és tudományszeretetének kialakulására. Ebben az időszakban születtek első irodalmi próbálkozásai. Pesti tartózkodása idején székely tájszavakat gyűjtött a magyar nyelv nagy szótárába. Az irodalom mellett a történetírás is felkeltette érdeklődést, a lófő névről írt tanulmányt.

### Tanári és iskolaszervező munkássága
1861. augusztus 22-én Haynald Lajos erdélyi püspök a gyulafehérvári gimnázium tanári katedrájára Imets Fülöp Jákót nevezte ki. Ettől kezdve Imets elkötelezte magát a pedagógusi pálya mellett. Életműve maradandó megvalósítása, hogy tanárként, igazgatóként, iskolaszervezőként két iskolát emelt a kor haladó oktatási intézményeinek színvonalára, munkássága hatással volt az egész korabeli erdélyi magyar gimnáziumi oktatására.
1861-ben, amikor Imets megkapta tanári kinevezését, a gyulafehérvári gimnáziumban az akkori oktatás színvonalához képest is elmaradott viszonyok uralkodtak. Gyulafehérvári tanári működése mellett már ekkor bekapcsolódott a közéleti tevékenységbe is, sokirányú érdeklődése mutatkozott meg abban a szerteágazó munkakörben és tevékenységben, amely végigkísérte egész életpályáján, ifjúkorától az öregkor küszöbéig. Ekkor tanulta meg a német és román nyelvet, majd később Csíksomlyón a franciát is.
1864 tavaszától 1865. július 30-ig vezette a marosportusi plébániát. 1865 október 5-én az új püspök, Fogarasy Mihály kinevezte az egyházmegyei számvizsgáló-bizottság tagjává.
Két év múlva, 1867-ben a gyulafehérvári papnevelő intézet rendkívüli tanárának nevezte ki a püspök, a magyar nyelv és irodalom tanszékére. Alig egy hónap múlva Fogarasy püspök az akkor még fiatal tanárt: a gyulafehérvári gimnázium igazgatójának nevezte ki, amelyet Imets a következő három évben mintaszerű intézménnyé szervezett át.
Szerteágazó tevékenysége mellett Imets tovább képezte magát a tanári, pedagógusi pályára. 1869-ben a budapesti magyar királyi tudományegyetemen földrajz-történelem szakos tanári képesítést szerzett. Glósz Miksa, a csíksomlyói gimnázium tanára és könyvtárosa, a gimnázium 1886-1887 évi értesítőjében Imets Fülöp Jákó 25 éves tanári működését méltatva megjegyzi, hogy az erdélyi egyházmegyében Imets volt az első, aki az állami egyetemen is letette a tanári vizsgát, és ezen a téren hosszabb ideig nem volt követője. Imets Fülöp Jákó tisztán látta, hogy az erdélyi gimnáziumi oktatás színvonalának emelésével szolgálhatja leginkább szülőföldjének fejlődését.

### A csíksomlyói gimnázium korszerűsítője
Imets Fülöp Jákó neve fémjelzi a nagy múltú csíksomlyói gimnázium két évtizedet felölelő korszakát, ebben a korszakban nyerte el az iskola a főgimnáziumi státust. 1870-ben került a csíksomlyói gimnázium élére és huszonegy éven át volt az intézmény igazgatója. A csíki közművelődést és a székely érdekeket is támogató Fogarasy püspök azzal az elvárással nevezte ki, hogy a csíksomlyói iskolát is emelje a kor színvonalán álló oktatási intézménnyé. Imets sikeresen teljesítette a feladatot, egész erejét és tudását szülőföldje oktatásának szolgálatába állította, rangos főgimnáziummá fejlesztette az iskolát.
A Csíksomlyói Római Katolikus Gimnázium 1857-ig csak négy osztályos iskola volt. 1857 őszén indulhatott az ötödik osztály, a következő két tanévben pedig sorra megnyílt a hatodik, és a hetedik osztály is, anyagi nehézségek miatt azonban még további hét évig kellett várni, hogy a nyolcadik osztályt is be lehessen indítani.
A Csíksomlyón tanuló fiataloknak máshol kellett a gimnáziumot befejezni, ez hátrányos volt számukra, Imets Fülöp Jákónak igazgatói kinevezése után egyik legfontosabb célkitűzése a csíksomlyói iskola nyolcosztályos gimnáziummá való kiegészítése volt, illetve színvonalas, versenyképes tanintézménnyé való fejlesztése. Imets törekvéseit Fogarasy Mihály, Erdély akkori katolikus püspöke, az iskolaügy lelkes támogatója is segítette. Fogarasy püspök, aki számos adományt tett az iskolák fejlesztésére, a csíksomlyói gimnázium számára 5000 forintot adományozott, hogy a nyolcadik osztályt beindíthassák. Haynald Lajos, aki ekkor már kalocsai érsek volt, 8000 forinttal egészítette ki a pénzalapot, Imets Fülöp Jákó pedig 4000 forintot adományozott, és kérelmezte a püspöktől a nyolcadik osztály beindítását, saját lakásának egyik termét pedig tanteremnek adta át.
1873-ban beindíthatták a nyolcadik osztályt, az intézmény 1881-ben kapta meg véglegesen a kormánytól az érettségiztetési jogot, amikorra a tantestület nagyobb része megszerezte a tanári képesítést.
Az új igazgatónak fokozatosan sikerült rendet teremtenie a gimnáziumi oktatásban, törekvésiben támogatta a tankerületi főigazgatóság.
Imets már az 1871-1872-es tanévben érvényesítette a gimnáziumban az új, Eötvös József vallás- és közoktatási miniszter által bevezetett tantervet: bevezették a rajztanítást, az éneket, zenét, intenzívebbé tették a torna és a természettudományok tanítását, sőt a gyorsírással is megpróbálkoztak. Imets nevéhez fűződik többek között a szemléltető oktatás bevezetése. Gyarapította az oktatási segédeszközöket a tanítás színvonalának emelésére törekedve. A korszerűségre törekedett abban is, hogy megfelelő természettudományos oktatást nyújtson az iskola, ennek érdekében létrehozta a gimnáziumban a meteorológiai megfigyelő állomást, és a növényélettani állomást.
Megszervezte a tornatanítást, megfelelő játék- és tornateret létesített, megalapította az ifjúsági önképzőkört is, kidolgozta az iskola rendszabályzatát.
Imets Fülöp Jákó érdemei közé tartozik a gimnázium könyvtárának korszerűsítése is. Igazgatósága idején nagy gondot fordított a könyvtári állomány gondozására, gyarapítására, korszerű rendezésére. A tanári könyvtárat 1874-1884 között Imets maga kezelte, 1878-ban tanévben Imets az ifjúság számára kölcsönkönyvtárat is létesített, azzal a céllal, hogy a szegényebb tanulókat ingyen is elláthassák tan- és segédkönyvekkel.
1884-ben pedig, Glósz Miksát, a tudós tanárt és bibliográfust bízta meg a tanári könyvtár irányításával, aki átszervezte és korszerűsítette azt, a gimnáziumi 1887-1888-as tanévi értesítőjében közzétette a könyvtári katalógust, amely a gimnáziumi könyvtár történetének fontos dokumentuma.
Korszerű feltételeket biztosítani a tanuláshoz a gimnáziumban tanuló ifjúság számára – ez volt csíksomlyói igazgatósága ideje alatt Imets egyik fontos törekvése, ennek érdekében alapítványokat, egyesületeket hozott létre.
1888-ban sikerült megvásároltatni a főtanfelügyelőséggel a vármegye régi székházának épületét így kényelmes, olcsó szállást biztosíthatott a diákoknak az új internátusban, amelyben jól felszerelt tanulószobák, háló és ebédlő helyiségek álltak rendelkezésre.
Igazgatósága idején Imets saját jövedelméből ösztöndíjalapot hozott létre a Csíksomlyón tanuló eminens diákok részére, amely Imets-féle alapítvány néven ismert, ebből az alapból még az 1930-as években is részesülhettek az arra érdemes diákok.
A gimnáziumi ifjúság nevelését támogatta azzal is, hogy számukra egyesületeket, alapítványokat létesített. Fontosnak tartotta a tanulmányi kirándulások szervezését is, ezért Kirándulási Egyesületet hozott létre 500 koronás alapítvánnyal, melynek a kamatai a szegény tanulók számára is lehetővé tették, hogy részesülhessenek a kirándulás örömeiből.
Imets igazgatói munkásságának, sőt egész életművének is egyik legmaradandóbb értékű alkotása a gimnáziumi Értesítők. Az 1871-es tanévtől indította el A Csiksomlyói Római Katholikus Főgimnázium Értesítőinek, mai szóhasználattal élve évkönyveinek szerkesztését és kiadását, amelyet utódai is folytattak a csíksomlyói, később a csíkszeredai gimnáziumban.
Az évente megjelenő értesítők nemcsak az iskola történetének nélkülözhetetlen dokumentumai, hanem a helytörténeti kutatások értékes forrásai is. Az évkönyvek tartalmazták a tanév fontosabb eseményeit és eredményeit, a tanárok névsorát, illetve a diákok névsorát és érdemjegyeit, az iskolai gyűjtemények, szertárak és könyvtár gyarapodását, de ezek mellett a korabeli oktatás számos kérdéséről is szó esett bennük.
Imets rendszerint helyet adott a gimnáziumi értesítőkben a tanárok tudományos közleményeinek, számos tanulmányát maga is ezekben tette közzé, főleg a székelység történetével, az iskola múltjával kapcsolatban.

### Az egyház és a közösség szolgálatában
Harminc évig állt Imets Fülöp Jákó pedagógusként az erdélyi magyar oktatás és nevelés szolgálatában, huszonnégy éves igazgatói pályája során két erdélyi katolikus gimnázium élén tevékenykedett fáradhatatlan iskolaszervezőként. 1891-ben saját kérésére nyugdíjazták, ettől kezdve tudását és gazdag élettapasztalatát főként az egyház szolgálatában és a közélet területén hasznosíthatta.
Tanári és iskolaszervezői munkája mellett Imets mindvégig a katolikus egyház szolgálatában tevékenykedett, érdemeinek elismeréséül 1880-ban Fogarasy Mihály püspök címzetes főesperesnek nevezte ki.
Csíksomlyói igazgatósága alatt közéleti tevékenysége is leginkább iskolaszervezői munkájához kapcsolódott, részt vett az Erdélyi Római Katolikus Státus alkotmányának újjászervezésében, gimnáziumigazgatóként státusgyűlési képviselő és a tanügyi bizottság tagja volt. E minőségében is szolgálta iskolája és általában az oktatásügy fejlesztését. Működéséről és a státusgyűlés határozatairól az iskolai értekezleteken rendszeresen beszámolt a tanári testületnek.
Nyugdíjba vonulása után, érdemeinek elismeréséül Lönhart Ferenc püspök kinevezte a gyulafehérvári székesegyházi káptalan tagjává, majd megkapta a rudinai címzetes apátságot is. Mint gyulafehérvári kanonok és főesperes továbbra is foglalkozott a közoktatásüggyel, a püspök rábízta az egyházmegyei iskolák tanfelügyelőségét, amelyet a rá jellemző munkakedvvel vállalt és élete végéig irányított.
Imets egész pályája során, tanári, igazgatói munkája, egyházi tisztségei mellett tevékeny közéleti szerepet vállalt, számos egyesületben tevékenykedett a közösségért. Többek között az Erdélyi Katolikus Tanítóegyesületek Szövetségének elnöki tisztségét is ellátta. Tagja volt a Történelmi Társulatnak. Csíksomlyón Olvasókört alapított, a Székely Közművelődési Egyesület megalapításában is részt vett, majd az EMKE csíki osztályát szervezte, és mint alelnök részben igazgatta is.

### Irodalmi és tudományos munkássága
Már az alsóbb gimnáziumi osztályokban a magyar irodalmat kedvelte leginkább Imets Fülöp Jákó. Az 1860-as évektől kezdődően főleg a korabeli katolikus egyházi sajtóban, vagy közoktatási témájú lapok, folyóiratok hasábjain jelentek meg írásai. Többek között a Religio, Idők Tanuja, Magyar Sajtó, Alföld, Kolozsvári Közlöny, Népiskolai Tanügy, Közművelődés, Székelyegyleti Naptár közölték tanulmányait vagy rövidebb írásait. Gyakran különböző írói álnév alatt közölt a lapokban. Ismert álnevei: Mitácsi, Tusnádi, Hargitaaljai, jegyei: I. F. J., Spó., és b. (különböző lapokban és folyóiratokban).
Több verses műfajban is próbálkozott, de leginkább az ódát kedvelte, például ódával köszöntötte egyházi elöljáróit, de barátaihoz is írt ódát, ha alkalom kínálkozott rá. Életrajzírója, Antal Áron már 1913-ban megállapítja, hogy verseinek nincs irodalmi jelentősége. Bár maga is elismerte, hogy költői tehetsége csekély, mégis a verses formában való önkifejezés szükséglete megfigyelhető egész pályája során. A tanulók számára verses imádságos könyvet, énekes könyvet is szerkesztett.
Érdekes verses alkotása a tanuló ifjúság számára írt Magyarország történetei mnemoniko-leoninus versekben című munkája, amely Gyulafehérváron 1867-ben jelent meg. Sajátossága a kronosztikon, azaz a vers első szavainak betűi római számokként értelmezve kiadják a történelmi esemény évszámát.
Írói munkásságáról is jambikus verssorokban számolt be verses önéletrajzában, amelyben műkedvelő költőnek nevezi magát, aki csak saját mulatságára írogat, olykor humorosan szemlélve önmagát. A könyvecskét név nélkül adta ki Csíkszeredában, Cserfalevél Imets F. Jákó 25 éves írói jubileumára címmel.
Kortársai kiváló szónoknak tartották Imets Fülöp Jákót. A hazafias és vallásos meggyőződés erejével hatottak beszédei, amelyeket gimnáziumi ünnepségeken és más alkalmakkor mondott.
Érdeklődése a történelem, különösen a székelység története iránt már Imets egyetemi tanulmányai idején is megmutatkozott, a székelyek eredetének kérdése is foglalkoztatta.
Ilyen témájú munkái: A székely nemzet eredete, amely a Veszely Károly által szerkesztett Gyulafehérvári Füzetekben jelent meg 1861-ben, A székely és lófő név eredetéről címmel 1862-ben ugyancsak a Gyulafehérvári Füzetekben közölte tanulmányát.
Munkássága során a székelyek történetének témakörében gyűjtött anyagot csak részben dolgozta fel. A csíksomlyói gimnázium értesítőiben is több alkalommal közölte dolgozatait a témában.
Történelmi tárgyú tanulmányai közül figyelemre méltó az 1848-49-es szabadságharc Csíkszékre vonatkozó eseményeinek feldolgozása. 1879-ben a Székely Művelődési és Közgazdasági Egyesület közgyűlésén olvasta fel Csíkszék 1848/9-iki hadi történetéből című hosszabb tanulmányát. A csíki néprajz, régészet és történelem témakörében is végzett kutatásokat.
Már az 1860-as évektől kezdve foglalkoztatta Imetset a székely kivándorlás kérdésköre is, ezt a témát járja körül Tusnádi álnév alatt 1863-ban Aradon megjelentetett munkája: A székelyek s egy régi baj, amelyben a kivándorlás okait elemzi.
A székely kérdést kibővítve, 1866-ban a bukovinai csángók hazatelepítése ügyéért is szót emelt Néhány szó szegény bukovinai magyarjaink ügyében című írásában.
Imets tanulmányai a maga korában kétségtelenül hozzájárultak a székelyföldi történeti kutatások kibontakozásához. Munkássága úttörőnek tekinthető a székelyföldi tudományos ismeretterjesztés területén is.
Imets nagy műveltségű, európai kitekintésű ember volt, az utazás szenvedélyes szeretete is hozzájárult ahhoz, hogy széles látókörű műveltségét gyarapítsa, tapasztalatait igyekezett hasznosítani tanári- és iskolaszervezői munkájában. Gyulafehérvári tanársága idején beutazta egész Erdélyt; élményeiről vonzó és tanulságos beszámolókat közölt a lapokban. Szerteágazó irodalmi munkásságának talán lemaradandóbb értékeit az útinapló műfajában alkotta.
Imets úti élményeket rögzítő írásai közül legfigyelemreméltóbb az a részletes útinapló, amely a Szent László Társaság küldöttségének egyik tagjaként 1868-ban tett moldvai és havasalföldi utazásáról számol be. Az 1861-ben alakult Szent László Társulat 1868-ban egy öt főből álló “expedíciót“ küldött a határokon túlra azzal, hogy menjenek és mérjék fel a Román Királyságban élő katolikusok helyzetét. A küldöttség tagjai közt volt Veszely Károly marosvásárhelyi esperes, Imets Fülöp Jákó és Kovács Ferenc gyulafehérvári hittanár. A társaság útjáról két úti beszámoló és egy jelentés maradt ránk. Veszely, Imets és Kovács utazása Moldva-Oláhhonban címmel 1870-ben Marosvásárhelyen ki is adták az útinaplókat. A kötetben közölt két útinapló közül az első és terjedelmesebb Imets Fülöp Jákó naplója, a második beszámoló szerzője Kovács Ferenc. A naplókhoz Veszely Károly írt bevezetőt, amely tulajdonképpen rövid földrajzi, társadalmi, gazdasági és politikai helyzetismertetés Moldva-Oláhországról.
Az utazás során tapasztaltak arra késztetik, hogy a székely kivándorlás okait kutassa, és megoldásokat keressen megakadályozására. Többek között a székelyföldi gazdaság, a népnevelés és az iskolázás fejlesztésében látta a problémák megoldását. Imets úti-naplója olvasmányként is érdekes, ugyanakkor a moldvai és havasalföldi magyarokra vonatkozó értékes dokumentum.
Később csíksomlyói igazgatósága ideje alatt sem hagyott fel utazásaival. 1874-ben Bécsbe látogatott, 1878 nyarán a párizsi kiállításra utazva bejárta Közép-Európát és ellátogatott Londonba is. 1887 végén Olaszországban járt, főleg Velencében, Rómában, Nápolyban és Firenzében töltött több időt. Úti élményeit, tapasztalatait az iskolában is igyekezett hasznosítani.
Imets az EMKE csíki osztályának alapító tagjaként társszerzője volt az első kimondottan turistáknak szánt erdélyi útikönyvnek, amely Emke-utikalauz Magyarország erdélyi részében címmel jelent meg 1891-ben, Becze Antallal együtt készítették el Csíkmegye leírását az útikalauz számára.

### Emlékezete szülőföldjén
Az egykori kanonok, a kiváló pedagógus és sokoldalú tudós Imets Fülöp Jákó 1912. október 24-én hunyt el. Élete alkonyán „osztatlan szeretet és tisztelet vette körül” – írja Antal Áron. Szülőfalujában, Tusnádon temették el kívánsága szerint.
Csíksomlyón, a Kissomlyó-hegy oldalában gránitkőből faragott keresztet állítottak fel a hajdani gimnázium igazgatójának tiszteletére. Szülőföldjén ápolják emlékét, a tusnádi iskola az ő nevét viseli. A község nagy szülöttének tiszteletére szervezett iskolanapok keretében 2008. november 14-én – Imets Fülöp Jákó születése évfordulóján – leleplezték az egykori kanonok portréját ábrázoló bronz féldomborművet, Sárpátki Zoltán képzőművész alkotását az iskola falán helyezték el.
„Mint pap, tanár, író hű volt és kitartó; székely ifjúságért, szeretett fajáért égett szíve, lelke.” – hirdeti a síremlékén és a dombormű tábláján álló felirat.

## Fontosabb munkái
Az alábbi jegyzék Imets Fülöp Jákó nyomtatásban megjelent legfontosabb munkáit sorolja fel:
- A székely nemzet eredete. In: Gyulafehérvári füzetek. 1. kötet. Szerk. Veszely Károly. Kolozsvár, 1861
- A székely-és lófő név eredetéről. In: Gyulafehérvári füzetek. 2. kötet. Szerk. Veszely Károly. Kolozsvár, 1862
- A székelyek s egy régi baj. Arad, 1863
- A kath pap egyházi és polgári tekintetben. A B. Szűz Mária tiszteletének hatásai. Egyházi beszédek. Kolozsvár, 1865
- Magyarország története mnemonico-leoninus versekben. Gyulafehérvár. 1867
- Veszely, Imets és Kovács utazása Moldva-Oláhhonban, 1868. Maros-Vásárhelyt, 1870
  - Hasonmás kiadás: Státus kiadó, Csíkszereda 2004

- Csíkszék 1848/9 katonai részvétele. In: A Székely Mivelődési és Közgazdasági Egyesület negyedik évkönyve 1879-re. Budapest, 1880. 45-68.
- Cserfalevél Imets F. Jákó 25 éves írói jubileuma alkalmából. Irta egy barátja. Csik-Szeredában, Szabó Lajos, 1884. [Verses önéletrajza. A jegyzetekben munkáinak és cikkeinek repertóriuma]
- Visszapillantás a csíksomlyói r. kath. Gymnasium közelebbi 25 éves múltjára. In: A Csíksomlyói Róm. Kath. Főgymnasium értesítője az 1881–82-ik tanévről. Csíkszereda, 1882
- Tusnád fürdő viszonyai és jövője. In: Székelyföld. 1884. 40. sz.
- A csíksomlyói tanuló ifjúság szállásviszonyai a múltban és az új Internatus In: A Csíksomlyói Róm. Kath. Főgymnasium értesítője az 1888-89-ik tanévről. Csíkszereda, 1889. 3-59.
- Dr. Haynald Lajos és a csíksomlyói iskolák. In: A Csíksomlyói Róm. Kath. Főgymnasium értesítője az 1889-90-ik tanévről. Csíkszereda, 1890. 3-61.
- Emke-utikalauz Magyarország erdélyi részében. Kolozsvár, 1891 [A Csíkmegye című fejezet szerzője Imets Fülöp Jákó és Becze Antal] (társszerző)
- Hunn nyomok a székelyföldi hely- és családnevekben; Szent István Társulat, Bp., 1897 (A Szent-István-Társulat Tudományos és Irodalmi Osztályának felolvasó üléseiből)

Szerkesztette:
- A Csiksomylói Római Katholikus Főgimnázium Értesítői. Csíksomlyó – Csíkszereda, 1871-1891
- Áhitatossági kalauz a Szerafikus Sz. Ferencz Atya III. Rendje mindkét nembeli tagjainak számára

Összeállította I:FJ: harmadrendi tag. Csik-Somlyón, 1886
Időszaki kiadványokban megjelent tanulmányok, írások:
- A székely nemzet mozgalmai a hazai fejedelmek alatt. In: A Csíksomlyói Róm. Kath. Főgymnasium értesítője. Székely-Udvarhelyt, 1871
- A székely határőrség felállításának története. In: Hargita, 1873
- Visszapillantás a székely nemzet másfélezredes múltjára. In: A Csíksomlyói Róm. Kath. Főgymnasium értesítője az 1875-76-ik tanévről. Székely-Udvarhelyt, 1876
- Csíkszék 1848/9 katonai részvétele. In: A Székely Mivelődési és Közgazdasági Egyesület negyedik évkönyve 1879-re. Budapest, 1880. 45-68.
- Visszapillantás a csíksomlyói r. kath. Gymnasium közelebbi 25 éves múltjára. In: A Csíksomlyói Róm. Kath. Főgymnasium értesítője az 1881–82-ik tanévről. Csíkszereda, 1882
- Tusnád fürdő viszonyai és jövője. In: Székelyföld. 1884. 40. sz.
- A csíksomlyói tanuló ifjúság szállásviszonyai a múltban és az új Internatus In: A Csíksomlyói Róm. Kath. Főgymnasium értesítője az 1888–89-ik tanévről. Csíkszereda, 1889. 3-59.
- Dr. Haynald Lajos és a csíksomlyói iskolák. In: A Csíksomlyói Róm. Kath. Főgymnasium értesítője az 1889–90-ik tanévről. Csíkszereda, 1890. 3-61.

## Külső hivatkozás
- Magyar katolikus lexikon